# Теплов, Николай Павлович
Николай Павлович Теплов (28 февраля (12 марта) 1887— 1 июня 1942) — российский революционер, советский и партийный деятель.

## Биография
Родился в Туле в семье рабочего, слесаря патронного завода. В 12 лет отец устроил Николая учеником слесаря на завод. Школу пришлось бросить. Николай начал посещать нелегальный рабочий кружок, где познакомился с социал-демократическим учением, в 1904 году вступил в РСДРП(б). Участник российского рабочего и революционного движения, участник революции 1905—1907.
В 1917 году член Исполнительного комитета Самарского Совета, член губкома РСДРП(б), один из организаторов Красной гвардии; делегат Второго Всероссийского съезда Советов. С декабря 1917 года — председатель Самарского горисполкома, в 1918 году — член губернского СНК, Ревкома; участник обороны Самары от белочехов. С осени 1918 года в Красной армии. В апреле 1919 — марте 1920 — военком 26-й стрелковой дивизии, одновременно в июле 1919 — феврале 1920 член РВС.
Член ВЦИК и ЦИК СССР. В конце 1922 участвовал в работе Х Всероссийского съезда Советов и I съезда Советов СССР. Делегат XII съезда РКП(б). С июня 1921 по 11 мая 1922 — председатель Томского губисполкома. С июля 1923 по марта 1924 — председатель Симбирского губисполкома.
С февраля 1924 по 1925 — председатель правления треста «Русские самоцветы» и «Рыбного синдиката» в Москве. В 1925—1927 — директор Днепровского металлургического завода в городе Каменское. С 1927 по 1928  год — зампредседателя треста «Госпромцветмет».
В 1920-х годах принадлежал к левой оппозиции, за что в 1928 г. был исключён из партии и сослан в Ишим (Уральская область). В 1928—1930 годах — заведующий Ишимской конторой Госторга. В июле 1929 года присоединился к заявлению К.Б. Радека и других о разрыве с оппозицией. 4 февраля 1930 г. был восстановлен в ВКП(б). С 1930 г. — начальник Отдела Нижне-Днепровского листопрокатного завода (Днепропетровск), затем, по 1933 г., — заместитель директор завода «Югосталь» в Магнитогорске.
В 1937 году был арестован и осуждён к 10-ти годам лишения свободы.
1 июня 1942 года умер в исправительно-трудовом лагере.